# تخطيط محدد مولد الضد
تخطيط محدد مولد الضد (بالإنجليزية: Epitop mapping)‏ هو عملية يتم فيها تحديد مواقع الارتباط أو «التكوينات الفوقية (الإبيتوبات)» للأجسام مضادة على مولدات الضد المستهدفة والتي تكون عادة بروتينات.

## روابط خارجية
- Epitope+mapping في المكتبة الوطنية الأمريكية للطب نظام فهرسة المواضيع الطبية (MeSH).